# Moongirl
Moongirl es un cortometraje animado producido en 2005 por Laika. Fue escrito y dirigido por Henry Selick y cuenta con una banda sonora de They Might Be Giants. Es la primera película, y actualmente el único cortometraje, así como la única película que no es de stop-motion, producida por la compañía.

## Trama
Leon, un joven, está pescando de noche cuando la Luna se oscurece. Es mágicamente transportado a la Luna, donde conoce a Moongirl, a quien intenta ayudar a arreglar la Luna.

## Reparto
- Avrielle Corti como Lorelei/Moongirl
- Zack Shada como Leon/Moonboy
- Henry Selick como Gargaloons

## Producción
La película surgió después de que Laika realizara un concurso para una idea de cortometraje. La idea del modelador en CG Michael Berger de una chica que controla la Luna fue elegida, y Selick fue contratado para desarrollar el cortometraje. Selick trajo a They Might Be Giants para hacer la música después de conectarse con ellos a través de Courtney Booker, quien trabajó en el vídeo musical de "Bastard Wants to Hit Me".
En mayo de 2004, el hermano del presidente de Laika Travis Knight, Matthew, falleció de forma repentina, y la película fue dedicada a su memoria.

## Estreno
La película se estrenó en el Festival Internacional de Cine de Ottawa el 24 de septiembre de 2005. La película también se mostró en las proyecciones de octubre de 2005 del trabajo anterior de Selick The Nightmare Before Christmas en El Capitan Theatre.
La película fue adaptada a un álbum ilustrado que fue escrito por Selick e ilustrado por Peter Chan y Courtney Booker. El libro, que se lanzó el 12 de septiembre de 2006, incluía una copia en DVD de la película.

## Premios
La película ha ganado premios en múltiples festivales de cine, incluyendo el Premio del Jurado Especial al Mejor Cortometraje en el Festival Internacional de Cine de Ottawa, el Gran Premio Búho, Mejor Animación en el Festival Internacional de Cine Fantástico Mundial, Mejor Cortometraje Animado en el Festival Internacional de Cine Infantil de Los Ángeles, Mejor Cortometraje Animado en el Festival Internacional de Cine de Memphis y Mejor Cortometraje Animado en el Festival Internacional de Cine del Valle de San Fernando.